# Tolata
Tolata ist eine Kleinstadt im Departamento Cochabamba im südamerikanischen Anden-Staat Bolivien.

## Lage im Nahraum
Tolata ist der zentrale Ort des Municipios Tolata in der Provinz Germán Jordán auf der 490 km² großen fruchtbaren Hochebene des Valle Alto. Die Ortschaft liegt auf einer Höhe von 2711 m, 14 km östlich von der Staumauer der Laguna La Angostura, dem größten Stausee Boliviens. Direkt am Ortsrand von Tolata erheben sich die Ausläufer der Kordillere von Cochabamba bis auf 3.600 m.

## Geographie
Tolata liegt im Übergangsbereich zwischen der Anden-Gebirgskette der Cordillera Central und dem bolivianischen Tiefland. Die mittlere Durchschnittstemperatur der Region liegt bei etwa 18 °C (siehe Klimadiagramm Cochabamba) und schwankt nur unwesentlich zwischen 14 °C im Juni/Juli und 20 °C im Oktober/November. Der Jahresniederschlag beträgt nur rund 450 mm, bei einer ausgeprägten Trockenzeit von Mai bis September mit Monatsniederschlägen unter 10 mm und einer Feuchtezeit von Dezember bis Februar mit 90 bis 120 mm Monatsniederschlag.

## Verkehr
Tolata liegt in einer Entfernung von 33 Straßenkilometern südöstlich von Cochabamba, der Hauptstadt des gleichnamigen Departamentos.
Von Cochabamba führt die Nationalstraße Ruta 7 in südöstlicher Richtung über Tolata hinaus, durchquert die Cordillera Oriental und endet im Tiefland bei der Millionenstadt Santa Cruz.

## Bevölkerung
Die Einwohnerzahl der Ortschaft ist in den vergangenen beiden Jahrzehnten auf mehr als das Doppelte angestiegen:
| Jahr | Einwohner | Quelle       |
| ---- | --------- | ------------ |
| 1992 | 1 370     | Volkszählung |
| 2001 | 2 207     | Volkszählung |
| 2012 | 3 368     | Volkszählung |
| 2024 |           | Volkszählung |